# Monterrey Open
Il Monterrey Open è un torneo femminile di tennis che si gioca sul cemento nell'ambito del WTA Tour.
Dal 2009 al 2020 ha fatto parte della categoria International, mentre dal 2021 viene classificato come WTA 250.
Fino al 2013 si è giocato al Sierra Madre Tennis Club, mentre dal 2014 si gioca nel Club Sonoma sempre a Monterrey, in Messico.
Nel 2024 viene spostato dalla sua data abituale di febbraio ad agosto, nella settimana antecedente l'US Open. e diventa stabilmente di categoria superiore, WTA 500.

## Albo d'oro

### Singolare
| Anno | Categoria     | Campionessa                  | Finalista          | Punteggio           |
| ---- | ------------- | ---------------------------- | ------------------ | ------------------- |
| 2009 | International | Marion Bartoli               | Li Na              | 6–4, 6–3            |
| 2010 | International | Anastasija Pavljučenkova (1) | Daniela Hantuchová | 1–6, 6–1, 6–0       |
| 2011 | International | Anastasija Pavljučenkova (2) | Jelena Janković    | 2–6, 6–2, 6–3       |
| 2012 | International | Tímea Babos                  | Alexandra Cadanțu  | 6–4, 6–4            |
| 2013 | International | Anastasija Pavljučenkova (3) | Angelique Kerber   | 4–6, 6–2, 6–4       |
| 2014 | International | Ana Ivanović                 | Jovana Jakšić      | 6–2, 6–1            |
| 2015 | International | Timea Bacsinszky             | Caroline Garcia    | 4–6, 6–2, 6–4       |
| 2016 | International | Heather Watson               | Kirsten Flipkens   | 3–6, 6–2, 6–3       |
| 2017 | International | Anastasija Pavljučenkova (4) | Angelique Kerber   | 6–4, 2–6, 6–1       |
| 2018 | International | Garbiñe Muguruza (1)         | Tímea Babos        | 3–6, 6–4, 6–3       |
| 2019 | International | Garbiñe Muguruza (2)         | Viktoryja Azaranka | 6–1, 3–1 rit.       |
| 2020 | International | Elina Svitolina              | Marie Bouzková     | 7–5, 4–6, 6–4       |
| 2021 | WTA 250       | Leylah Fernandez (1)         | Viktorija Golubic  | 6–1, 6–4            |
| 2022 | WTA 250       | Leylah Fernandez (2)         | Camila Osorio      | 6(5)–7, 6–4, 7–6(3) |
| 2023 | WTA 250       | Donna Vekić                  | Caroline Garcia    | 6–4, 3–6, 7–5       |
| 2024 | WTA 500       | Linda Nosková                | Lulu Sun           | 7-6(6), 6-4         |
| 2025 | WTA 500       |                              |                    |                     |

### Doppio
| Anno | Categoria     | Campionesse                                       | Finaliste                                 | Punteggio           |
| ---- | ------------- | ------------------------------------------------- | ----------------------------------------- | ------------------- |
| 2009 | International | Nathalie Dechy Mara Santangelo                    | Iveta Benešová Barbora Záhlavová-Strýcová | 6–3, 6–4            |
| 2010 | International | Iveta Benešová (1) Barbora Záhlavová-Strýcová (1) | Anna-Lena Grönefeld Vania King            | 3–6, 6–4, [10–8]    |
| 2011 | International | Iveta Benešová (2) Barbora Záhlavová-Strýcová (2) | Anna-Lena Grönefeld Vania King            | 6(8)–7, 6–2, [10–6] |
| 2012 | International | Sara Errani Roberta Vinci                         | Kimiko Date-Krumm Zhang Shuai             | 6–2, 7–6(6)         |
| 2013 | International | Tímea Babos Kimiko Date-Krumm                     | Eva Birnerová Tamarine Tanasugarn         | 6–1, 6–4            |
| 2014 | International | Darija Jurak Megan Moulton-Levy                   | Tímea Babos Vol'ha Havarcova              | 7–6(5), 3–6, [11–9] |
| 2015 | International | Gabriela Dabrowski Alicja Rosolska (1)            | Anastasija Rodionova Arina Rodionova      | 6–3, 2–6, [10–3]    |
| 2016 | International | Anabel Medina Garrigues Arantxa Parra Santonja    | Petra Martić Maria Sanchez                | 4–6, 7–5, [10–7]    |
| 2017 | International | Nao Hibino Alicja Rosolska (2)                    | Dalila Jakupovič Nadežda Kičenok          | 6–2, 7–6(4)         |
| 2018 | International | Naomi Broady Sara Sorribes Tormo                  | Desirae Krawczyk Giuliana Olmos           | 3–6, 6–4, [10–8]    |
| 2019 | International | Asia Muhammad Maria Sanchez                       | Monique Adamczak Jessica Moore            | 7–6(2), 6–4         |
| 2020 | International | Kateryna Bondarenko Sharon Fichman                | Miyu Katō Wang Yafan                      | 4–6, 6–3, [10–7]    |
| 2021 | WTA 250       | Caroline Dolehide Asia Muhammad                   | Heather Watson Zheng Saisai               | 6–2, 6–3            |
| 2022 | WTA 250       | Catherine Harrison Sabrina Santamaria             | Han Xinyun Jana Sizikova                  | 1–6, 7–5, [10–6]    |
| 2023 | WTA 250       | Yuliana Lizarazo María Paulina Pérez              | Kimberly Birrell Fernanda Contreras       | 6–3, 5–7, [10–5]    |
| 2024 | WTA 500       | Guo Hanyu Monica Niculescu                        | Giuliana Olmos Aleksandra Panova          | 3-6, 6-3, [10-4]    |
| 2025 | WTA 500       |                                                   |                                           |                     |